# 마린시티
마린시티(영어: Marine City)는 대한민국 부산광역시 해운대구 우동에 위치한 과거 수영만 매립지였던 곳에 조성된 주거지 중심의 신도시이다. 부산광역시의 부촌중 한곳인 지역이며, 고층 아파트들이 많다보니 대한민국의 부촌중 가장 화려한 외관을 가지고 있다. 그렇다보니 현재 마린시티의 야경은 한국 최고의 마천루 뷰이자 오션뷰로 자리잡았다. 해운대구 우3동에 있으며 부산 도시철도 2호선 동백역 근처의 역세권이다. 시내버스 경유 노선이 다소 부족하지만 해운대 해수욕장이 근접해 있고 주변 경치와 편의 시설이 잘 갖추어져 새로운 명소가 되었다.
해운대 아이파크, 트럼프월드마린, 해운대 두산 위브 더 제니스, 더샵 아델리스, 대우월드마크해운대, 우신골든스위트등 초고층 아파트들과 한일오르듀, 카이저빌 등의 원룸형 오피스텔이 밀집해 있으며 동백섬과 광안대교에서 마린시티를 바라볼 때 형성되는 스카이라인이 장관이어서 많은 사진 애호가들이 찾아오는 촬영 명소이기도 하다. 마린시티 내에는 영화의 거리, 티파니21 뷔페, 유람선 선착장, 하얏트 호텔, 그리고 한화리조트 등이 위치해 있다.

## 역사
한때 대우그룹이 잘나가던 시절 수영만 매립지에 100층이 넘는 마천루를 지으려고 했으나 대우그룹이 공중 분해되면서 무산되었다. 덕분에 매립 후 20년 가까이 일부 부지를 제외하면 개발되지않았다. 1990년대와 2000년대 초반까지는 부산시나 민간 기업이나 해운대의 관광지이므로 당연히 매립지에는 호텔을 지어야 한다는 고정관념이 있었고 호텔 건립을 계속 추진 했으나 이미 인근 위치 좋은 부지에 5성급 호텔들이 4곳이나 개장해 있었고 심지어 해운대 두산 위브 더 제니스를 지었던 두산건설과 해운대 아이파크를 지었던 현대산업개발 마저도 계획은 없었다.
하지만 2000년대 초반부터 카멜리아 오뜨 등 주상복합 아파트가 들어서면서 기업들의 인식이 바뀌기 시작했다. 그때까지 호텔만 생각하던 기업들이 수영만 매립지를 고급 주거지로 만드는 발상의 전환을 한 것이다. 이후 빈땅으로 남아있던 매립지 곳곳에 고급 아파트들과 콘도미니엄들이 건립되기 시작했다. 고급 주상복합 아파트들과 더불어 고급 상점들이 함께 입주하게 되면서 수영만 매립지는 부산의 골치거리에서 떠오르는 명소로 바뀌었다.
2000년대 중반들어 매립지의 주상복합아파트와 콘도미니엄들의 입주가 마무리되고 2006년 2만 명 돌파했다. 해운대 아이파크와 해운대 두산 위브 더 제니스 부지만 남게 되었다. 그때 이 두 부지를 사들인 곳은 각각 두산건설과 현대산업개발. 이 부지를 보유하고 있던 두 시행사들은 이곳에 일찍이 대한민국에서 볼 수 없었던, 마이애미와 골드코스트 등지의 최고급 휴양지 아파트를 짓기로 결정했다. 그렇게 해서 2011년 말에 완성된 것이 가장 높은 해운대 두산 위브 더 제니스와 해운대 아이파크로, 그리고 2013년에는 파크 하얏트 부산이 완공되었고 2016년에는 마린시티의 인구가 5만명을 돌파했다. 마린시티의 마지막 아파트인 마린시티자이가 2019년에 완공되었다. 해원초등학교 옆 부지에는 한화갤러리아 백화점이 입점 예정이었으나 롯데에 땅을 매각했다. 이후 롯데에서 77층짜리 3동 콘도를 지으려고했으나 초등학교 바로 옆 절대정화구역이라 무산되었다.

## 대중문화

### 드라마
- 언터처블에 마린시티가 나온다.
- 고독한 미식가 시즌8 연말스페셜에 나온다.
- 2020년에 방영된 SBS 드라마 더 킹 : 영원의 군주에 대한제국, 1994년 겨울이 나온다. 대한제국, 부산 본궁 2019년 가을이 나온다.
- 2021년에 방영된 JTBC 드라마 시지프스 : the myth에 나온다.
- 2021년에 방영된 넷플릭스 드라마 D.P.에 나온다.

### 영화
- 해운대에 마린시티가 나오고 쓰나미가 와서 초고층 아파트가 무너지는 장면이 나온다.
- 그날의 분위기에 마린시티가 나온다.
- 블랙 팬서에 부산 야경이 나오며 대한민국을 남한(South Korea)이라고 표기하는 장면에서 나온다.
- 돌아와요 부산항애에 나온다.
- 신과함께: 죄와 벌에 나온다.

### 웹툰
- 캉타우에 나온다.

### 예능
- 구해줘! 홈즈에 나온다.

### 뮤직비디오
- 싸이 대디의 노래 촬영장소라고도 한다.

## 갤러리

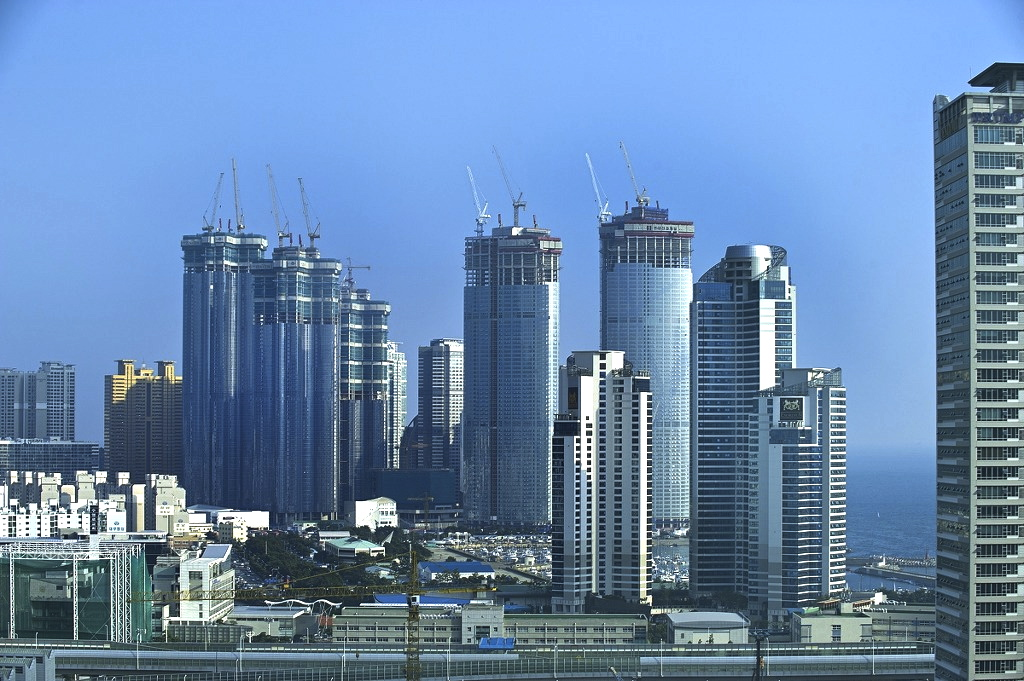
마린시티 2010년 공사현장.
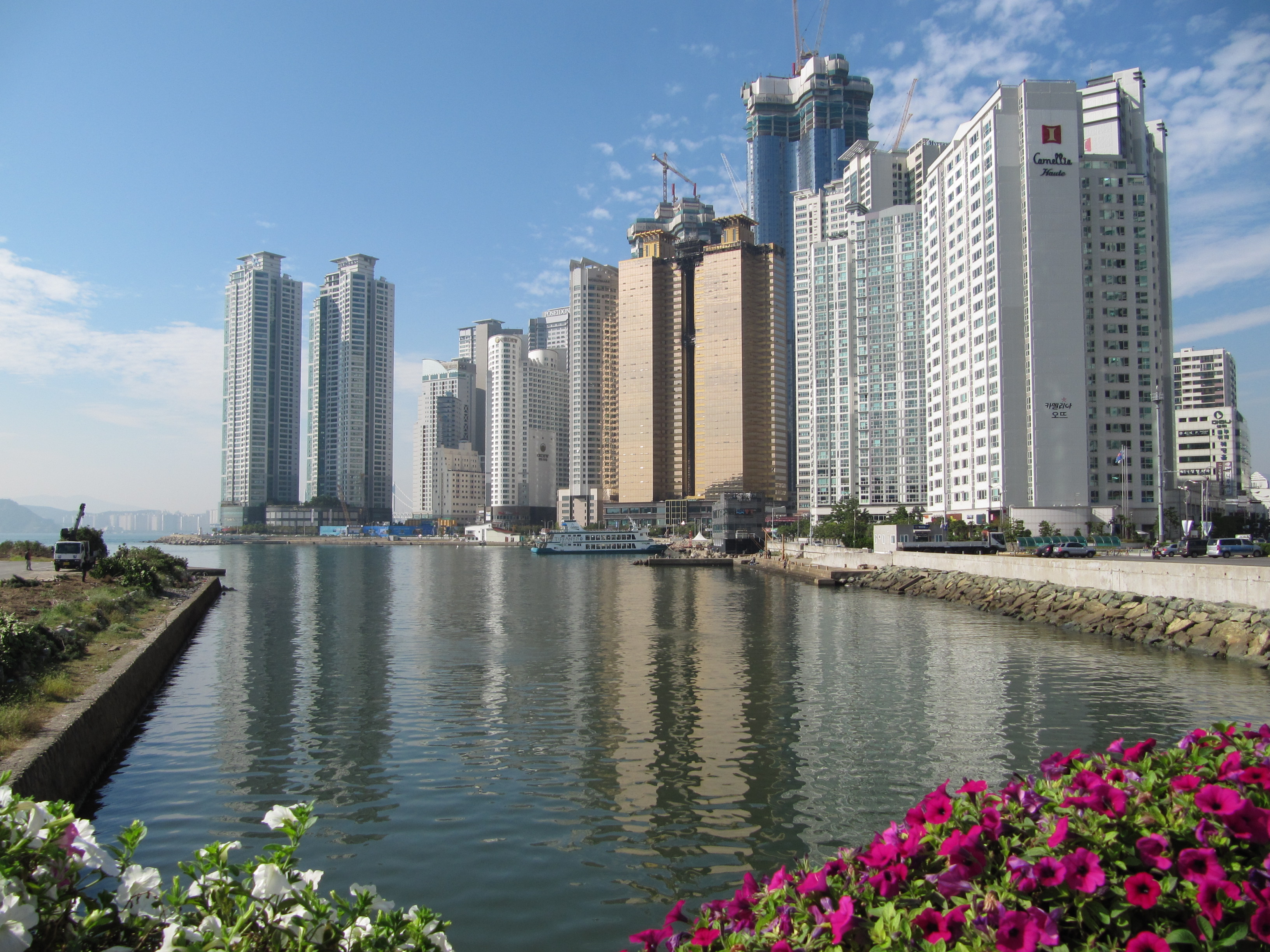
공사중인 마린시티.
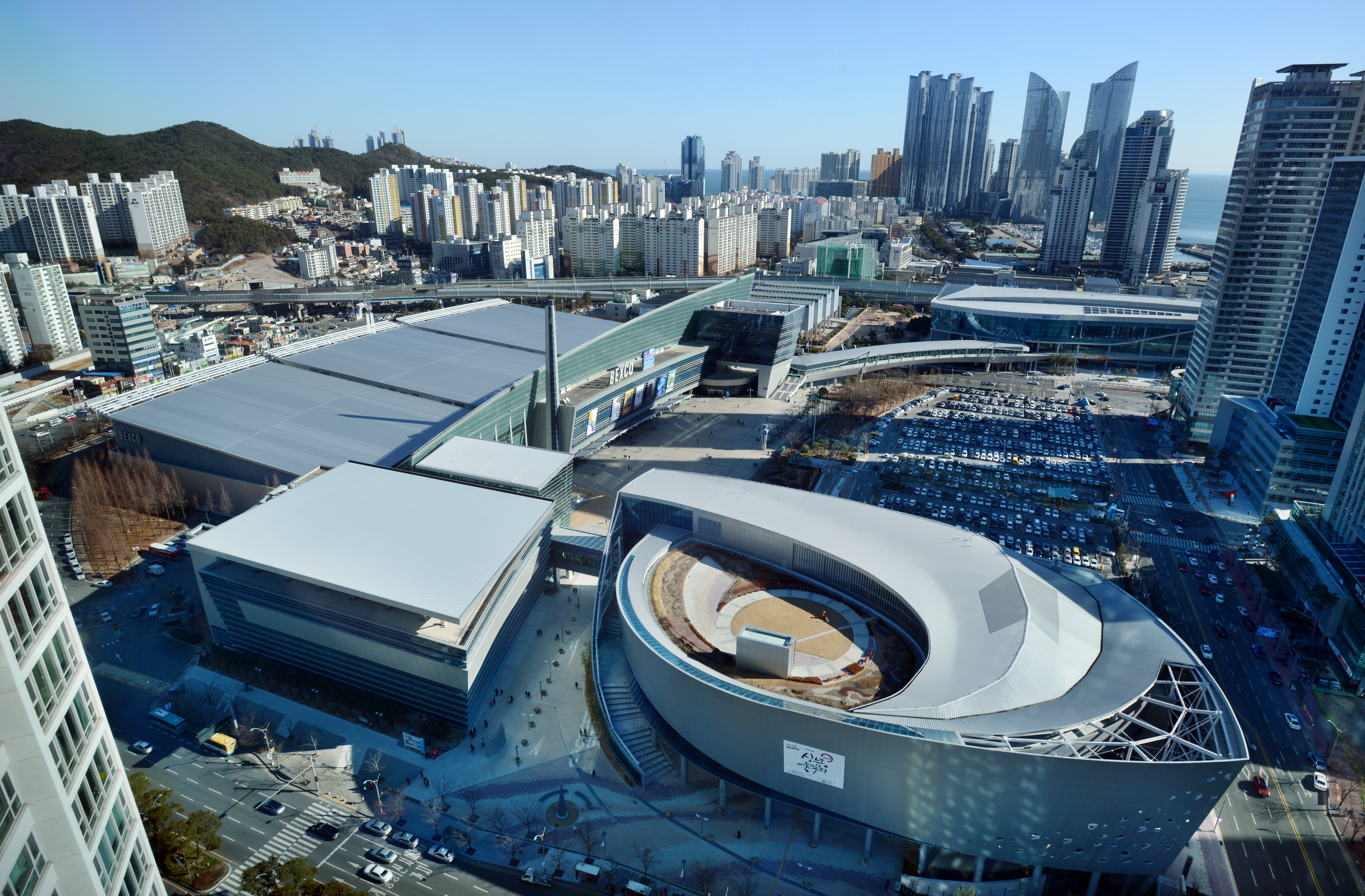
벡스코와 마린시티.
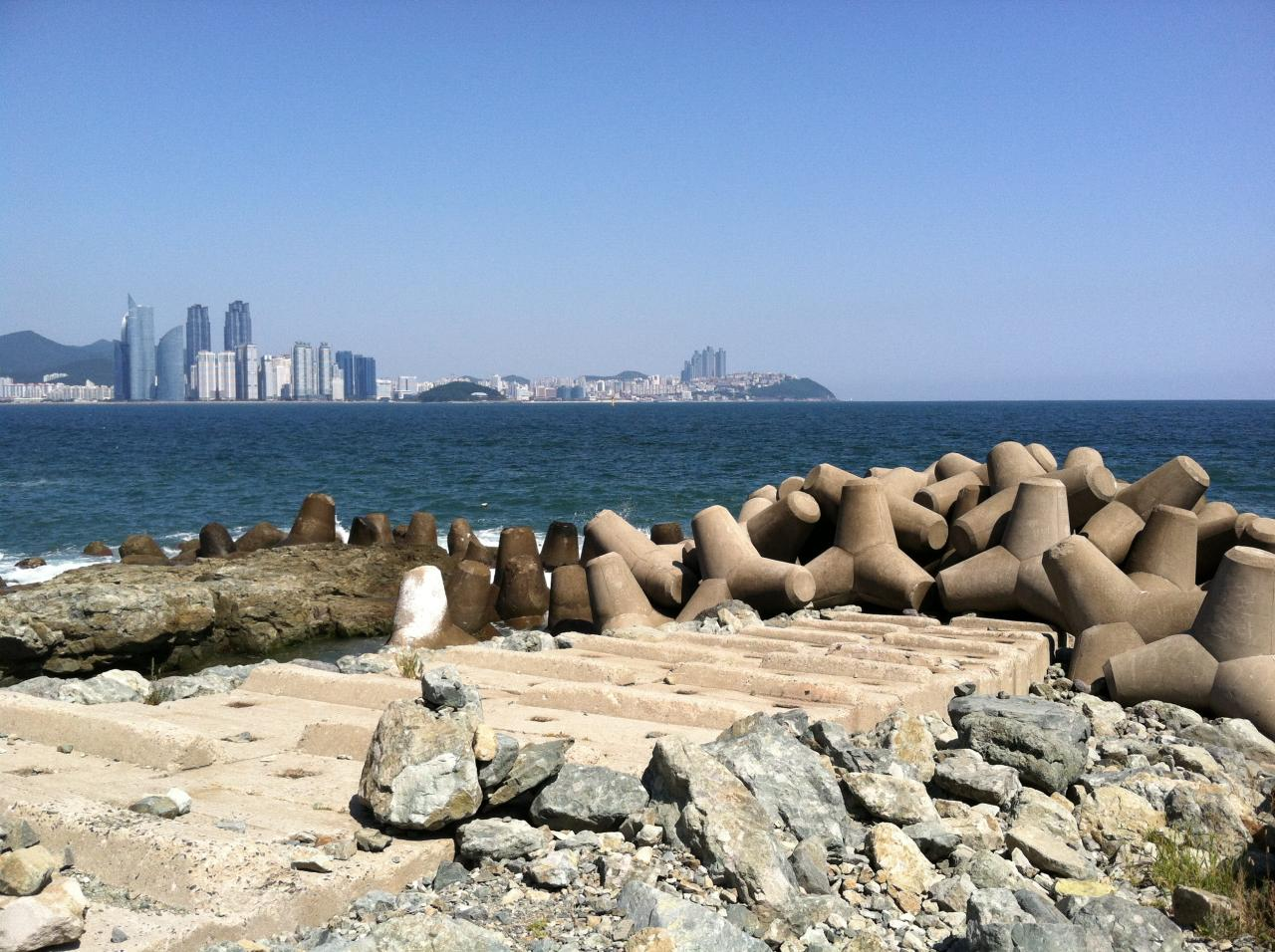
이기대 공원 (1).
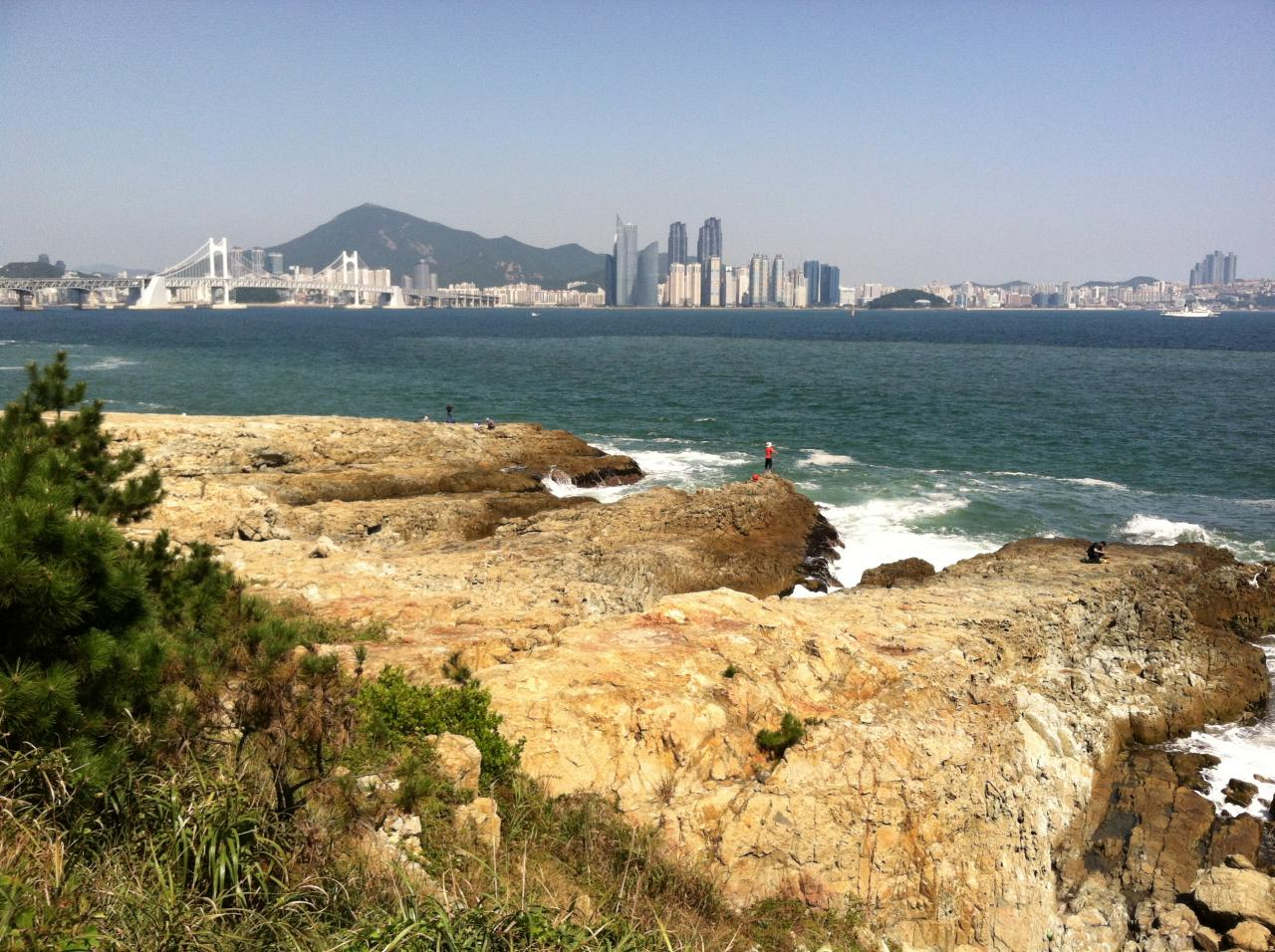
이기대 공원 (2).
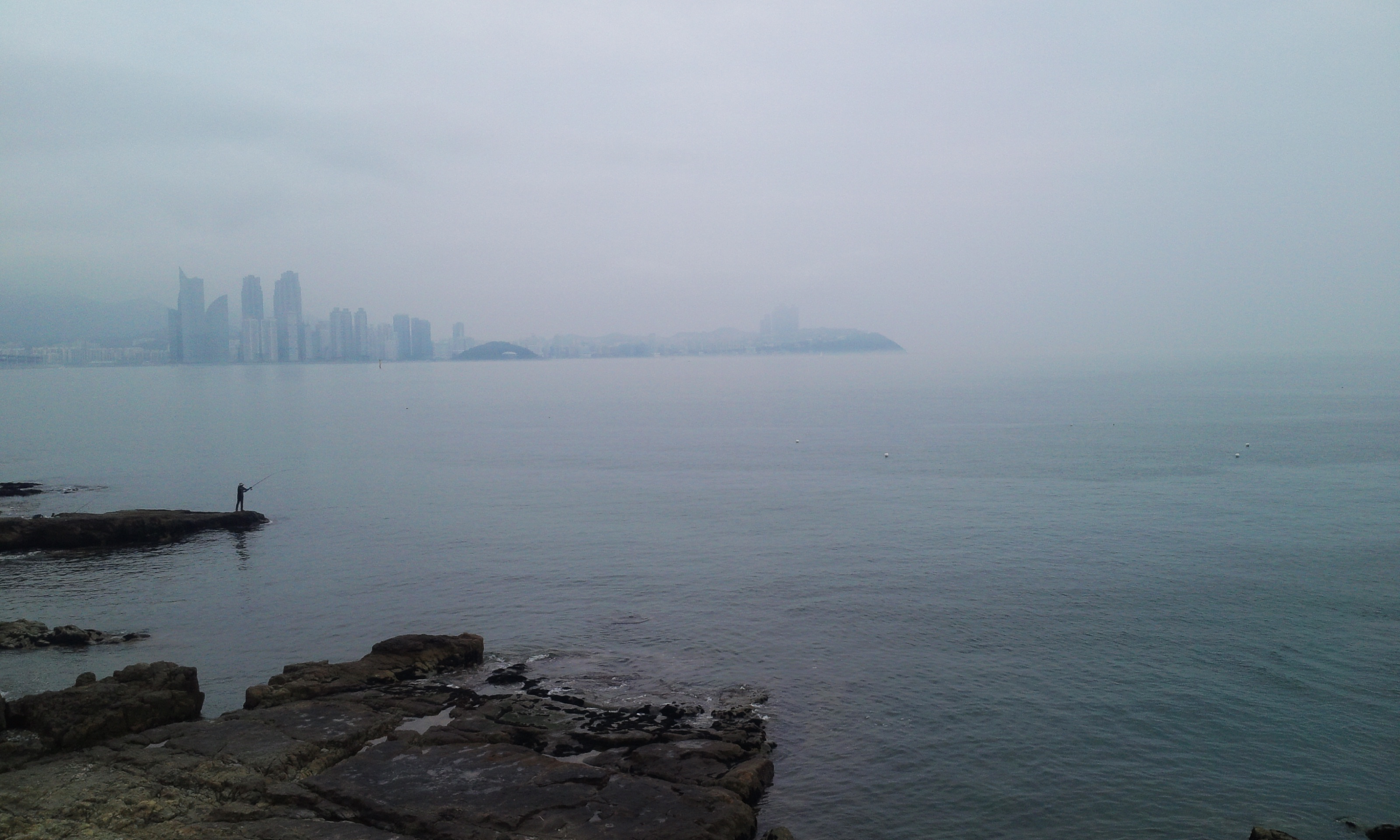
이기대 공원에서 바라본 동백섬과 해운대구.
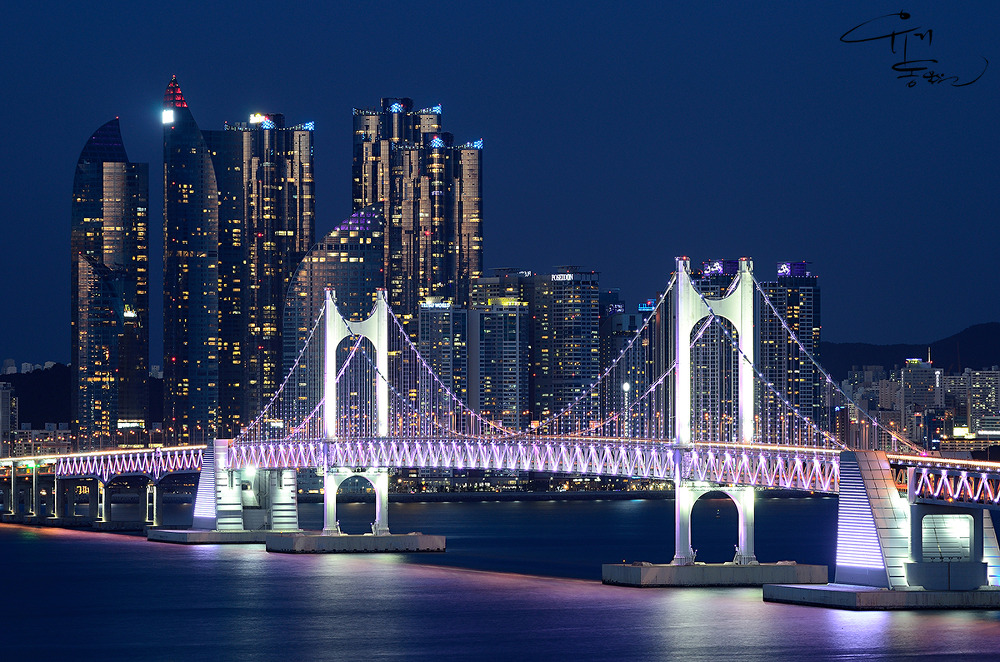
마린시티와 광안대교의 야경.
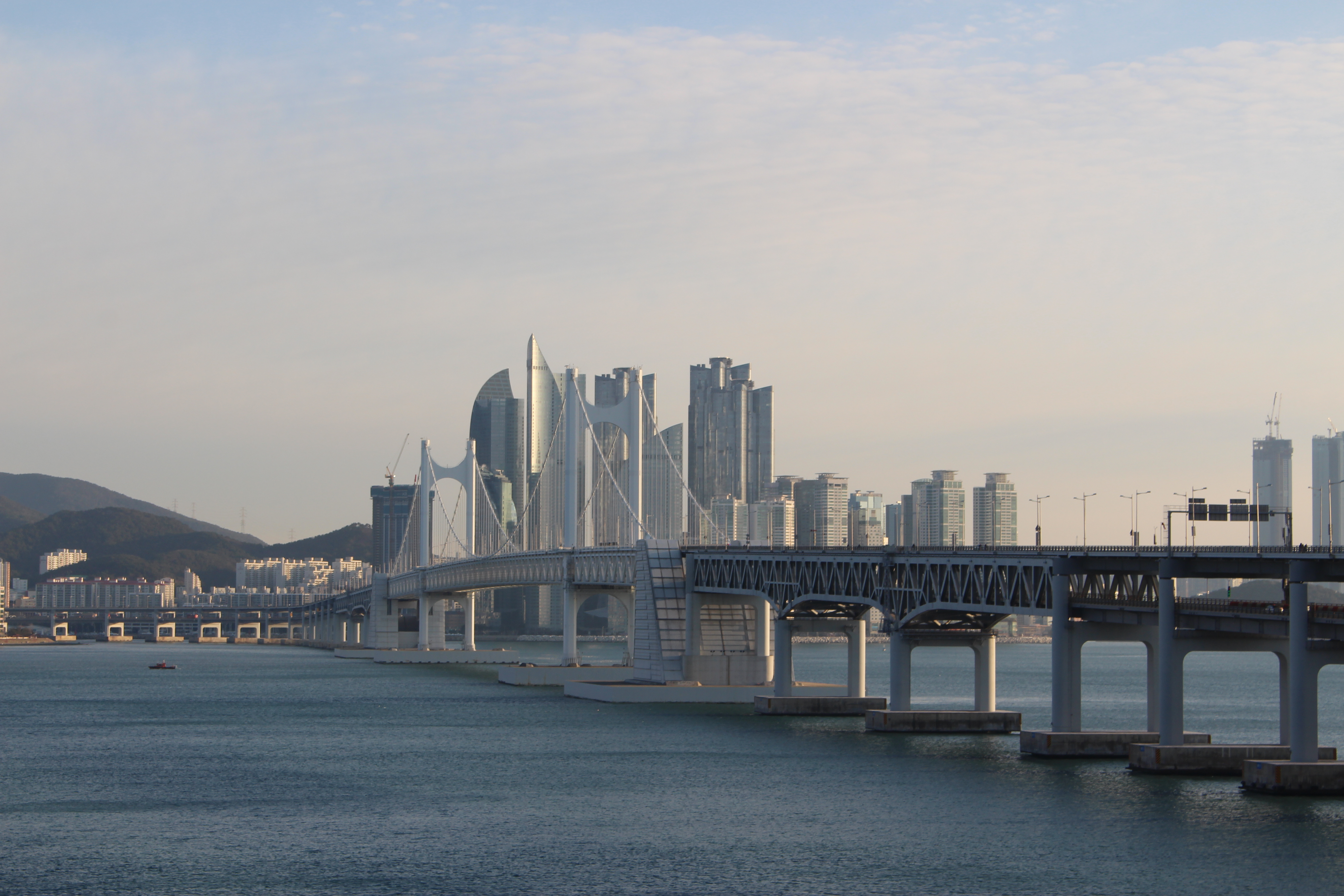
마린시티와 공사중인 마린시티자이.
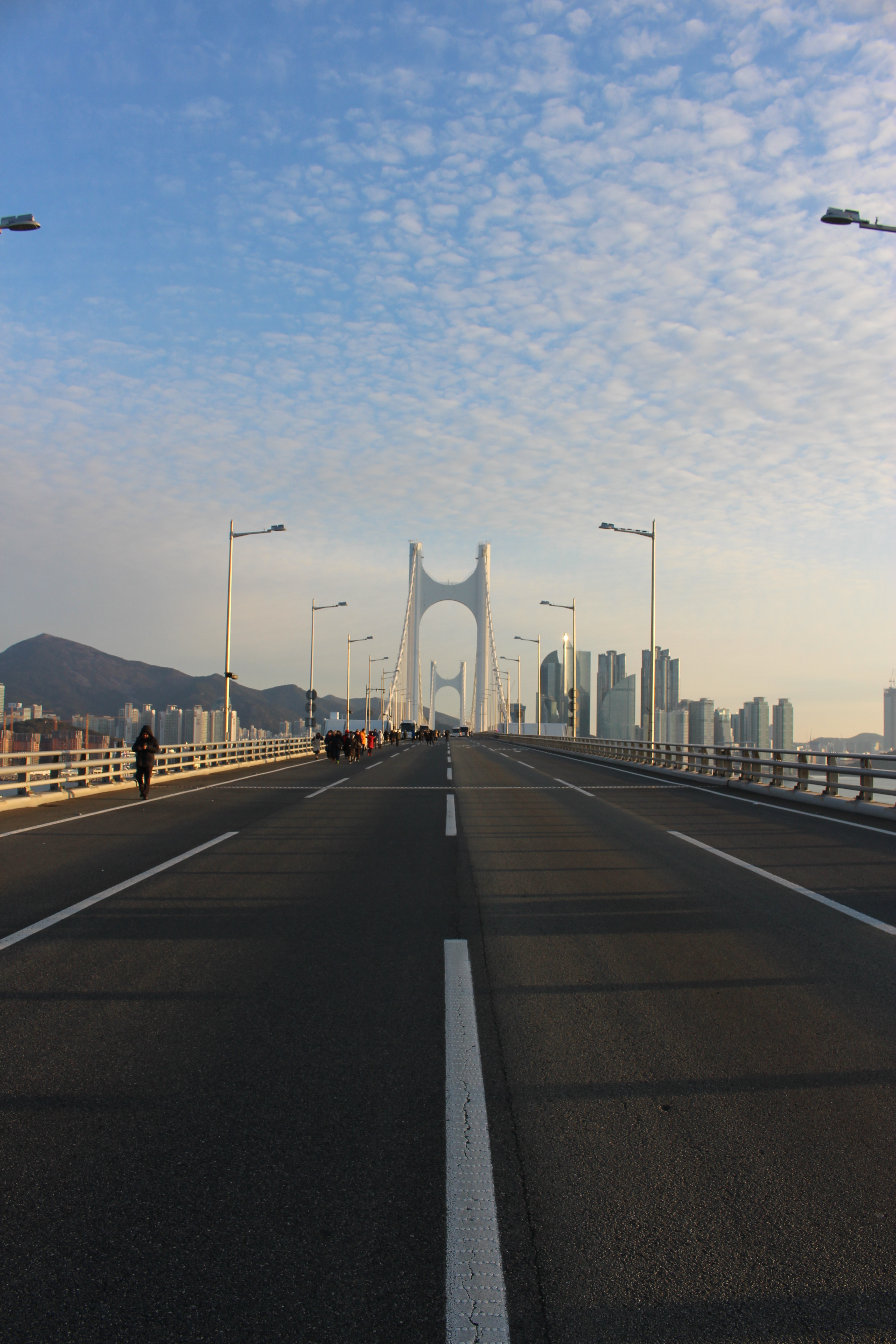
광안대교에서 보이는 마린시티.
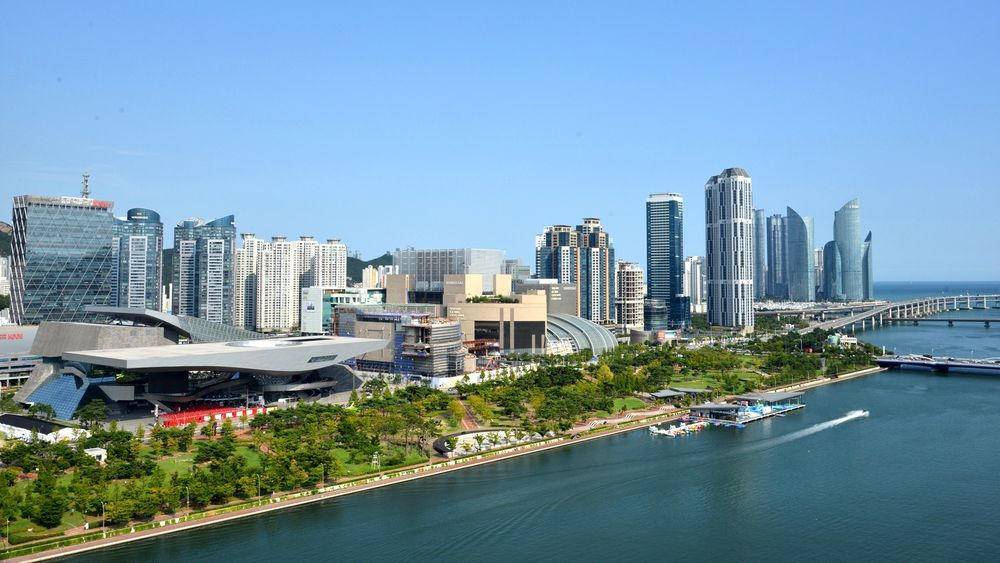
센텀시티에서 바라본 마린시티.
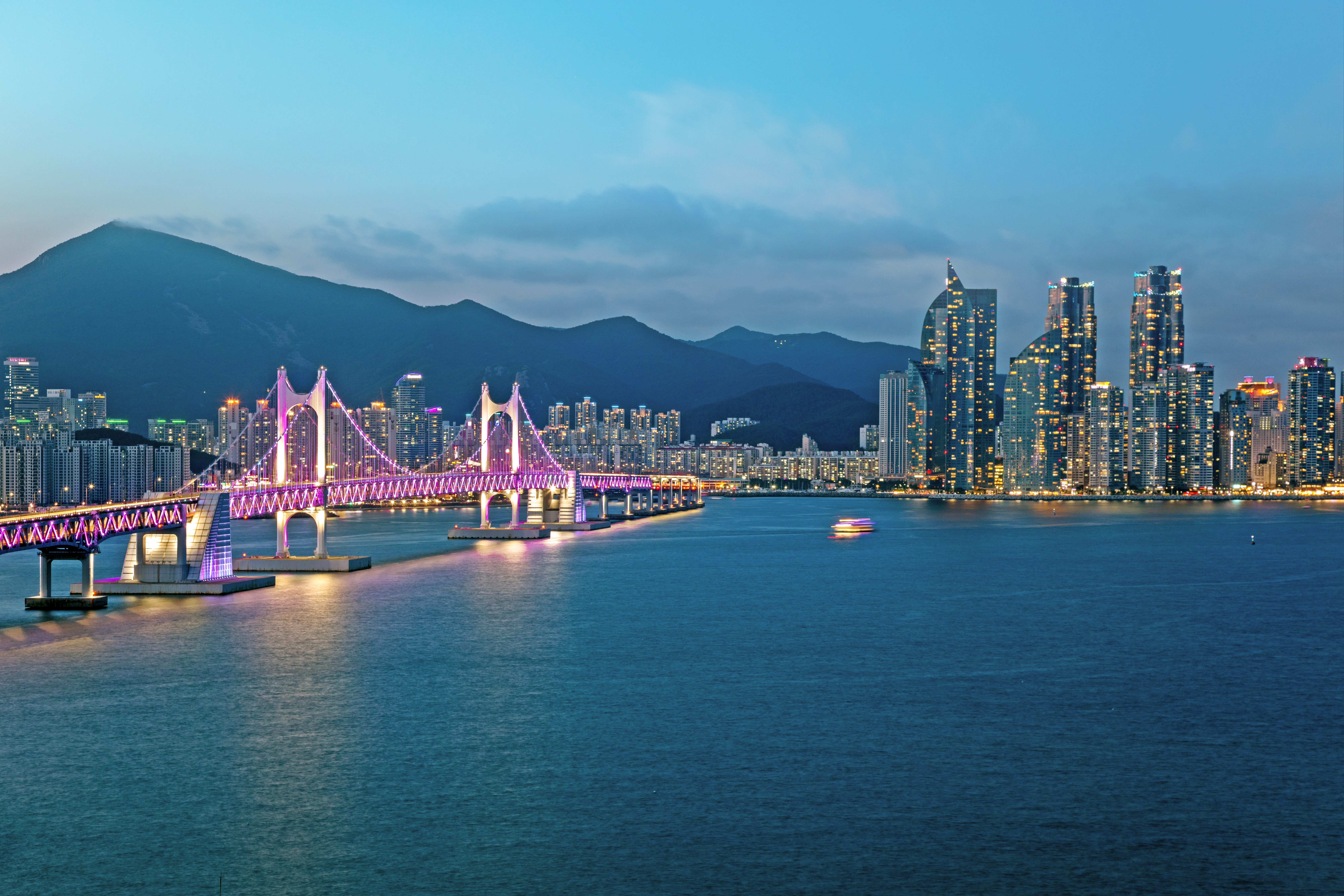
여름에 촬영한 광안대교와 마린시티.
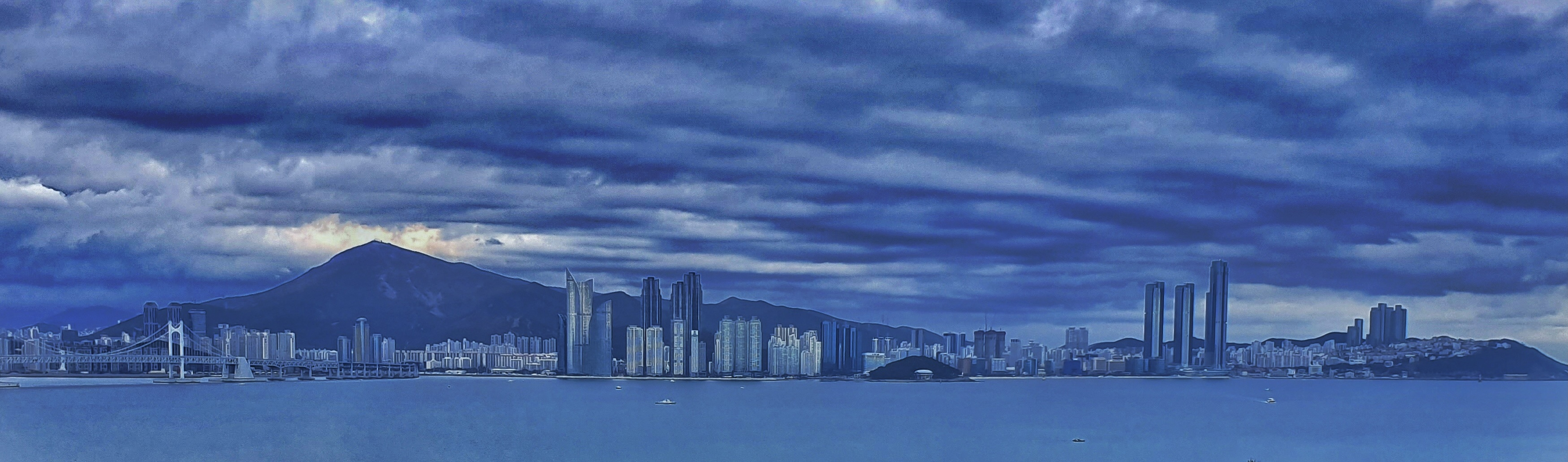
마린시티.
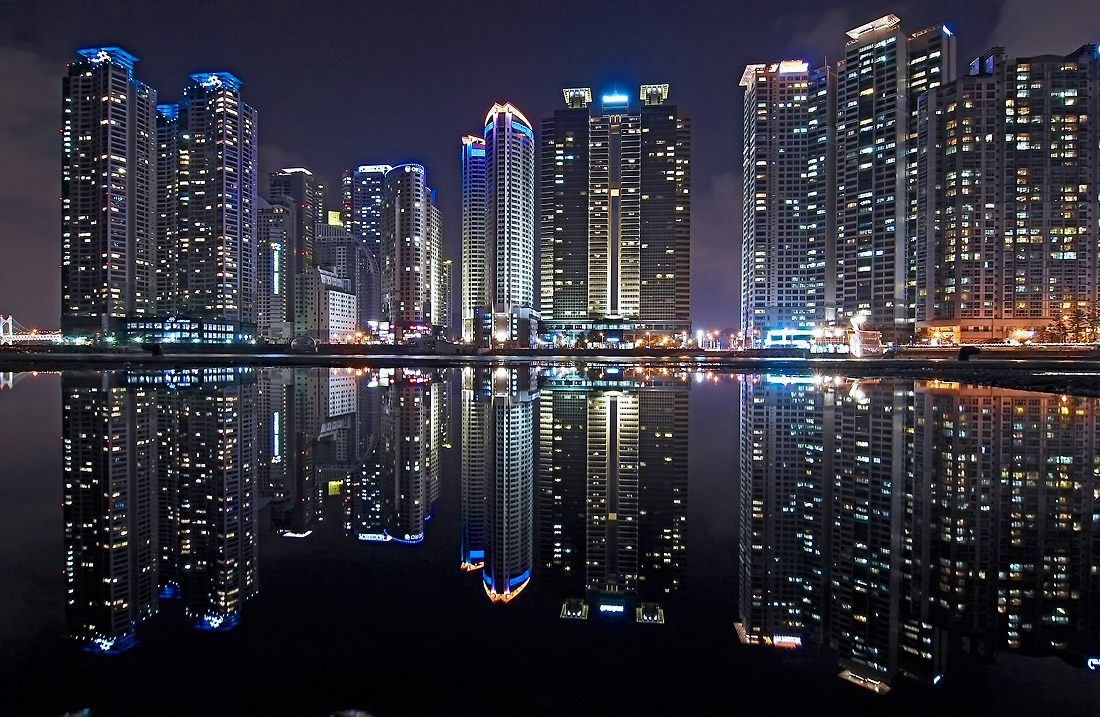
마린시티.

## 같이 보기
- 센텀시티
- 송도국제도시
- 우신골든스위트 화재 사고